# Couscous connection
La couscous connection est le nom donné à un trafic international de stupéfiants et de blanchiment d'argent - ayant impliqué principalement des Tunisiens - qui se déroula pendant les années 1980.

## Débuts
En janvier 1989, des hommes de la brigade des stupéfiants parisienne reçoivent des informations d'un indicateur quant à l'existence d'un trafic d'héroïne dans les rues du quartier de Belleville. Les filatures conduisent à l'ouverture d'une information judiciaire ouvrant la voie à une surveillance téléphonique qui permet l'identification de Samir Kardi et de sa compagne Rosa Jendoubi. Le 20 avril, celle-ci part s'approvisionner en Belgique et une perquisition menée le lendemain permet la découverte de 180 grammes d'héroïne, d'un faux permis de conduire néerlandais, d'une arme, de reçus de la Caisse d'épargne pour des versements de 85 000 francs français et d'un lot de factures pour des bijoux.

## Fuite
D'autres investigations mènent à Rachid Haddad, lui aussi chargé du transport de la marchandise depuis Amsterdam et connu de la brigade, puis à Fathi Oueslati, l'un des « frères Roma » qui tiennent le marché de la drogue à Belleville. Le 26 février 1990, la brigade identifie Hedi Ben Hassen, qui se trouve être le neveu de Frej Guedoura, alors chef des services spéciaux et de la sécurité nationale tunisienne, et Habib Ben Ali, frère ainé de Zine el-Abidine Ben Ali, président de la République tunisienne. C'est à Orly-Sud que Ben Hassen est arrêté mais Ben Ali parvient à quitter le territoire après avoir présenté un passeport diplomatique et fait état de son lien de parenté avec le président.

## Dénonciation
Les troisième et quatrième réseaux tombent avec d'autres collecteurs de fonds. À chaque fois, des quantités d'héroïne de 150 à 500 grammes et des centaines de milliers de francs sont retrouvés. Il sera établi que les fonds rapatriés en Tunisie se retrouvaient dans la comptabilité d'entreprises de matériel informatique et d'articles de sports, de restaurants et de commerces ou placés auprès de banques tunisiennes sans être déclarés. Par ailleurs, des centaines de millions de francs auraient été investis dans l'immobilier et le tourisme de luxe.

## Procès et condamnations
Au terme du procès, Habib Ben Ali est condamné par contumace le 30 novembre 1992 à dix ans de prison et à l'interdiction définitive d'accès au territoire français par la 14e chambre du tribunal correctionnel de Paris. Il lui est reproché d'avoir transporté de l'argent provenant d'un trafic international d'héroïne et de cocaïne entre les Pays-Bas, la France et la Tunisie, alors que son avocat, Me Jean-Yves Leborgne, dénonce une « manipulation politique » répétant qu'il n'avait « aucune preuve matérielle » que son client ait participé au « blanchiment » d'argent. Celui-ci ne s'étant pas présenté lors de son procès qui avait débuté le 17 novembre, il fait l'objet d'un mandat d'arrêt international lancé par Interpol jusqu'à sa mort - assassiné dans son appartement - en 1996.
23 autres personnes, en majorité des Tunisiens, sont également condamnées à des peines diverses. 